# 히로시마현 제3구
히로시마현 제3구(일본어: 広島県 第3区)는 일본의 중의원 선거구이다. 1994년 공직선거법으로 신설되었다.

## 지역
- 히로시마시
  - 아사키타구
  - 아사미나미구
- 아키타카타시
- 야마가타군